# Conde de Warwick
Conde de Warwick (pronunciado "Worrick") é um dos títulos de maior prestígio entre os nobres do Pariato da Grã-Bretanha. O título foi criado quatro vezes na história da Inglaterra, e o nome se refere ao Castelo de Warwick e à cidade de Warwick.

## Lista de titulares

### Condes de Warwick, Primeira Criação (1088)

Brasão do 11.º conde.

Brasão do 16.º conde.

Brasão do Eduardo Plantageneta, 17.º Conde de Warwick

Brasão de Dudley: Ou, um leão desenfreado em fila dupla

Brasão Rich

Brasão Greville

- Henrique de Beaumont, 1.º Conde de Warwick (c. 1048–1119)
- Rogério de Beaumont, 2.º Conde de Warwick (c. 1102–1153), filho de Henry
- Guilherme de Beaumont, 3.º Conde de Warwick (before 1140 – 1184), filho de Roger
- Waleran de Beaumont, 4.º Conde de Warwick (1153–1204), filho de Roger
- Henrique de Beaumont, 5.º Conde de Warwick (c. 1195–1229), filho de Waleran
- Tomás de Beaumont, 6.º Conde de Warwick (1208–1242), filho de Henry
- Margarida de Newburg, 7.ª Condessa de Warwick (faleceu em 1253), filha de Henry (5.º conde)
  - João Marshal, jure uxoris, 7.º Conde de Warwick (faleceu em 1242)
  - João du Plessis, jure uxoris 7.º Conde de Warwick (faleceu em 1263)
- Guilherme Maudit, 8.º Conde de Warwick (c. 1220–1268), neto de Waleran
- Guilherme de Beauchamp, 9.º Conde de Warwick (c. 1240–1298), bisneto de Waleran
- Guido de Beauchamp, 10.º Conde de Warwick (faleceu em 1315), filho de William (9.º conde)
- Tomás de Beauchamp, 11.º Conde de Warwick (faleceu em 1369), filho de Guy
- Tomás de Beauchamp, 12.º Conde de Warwick (c. 1339–1401), filho de Thomas (11.º conde)
- Ricardo de Beauchamp, 13.º Conde de Warwick (1382–1439), filho de Thomas (12.º conde)
- Henrique de Beauchamp, 1.º Duque de Warwick (1425–1446), filho de Richard
- Ana de Beauchamp, 15.ª Condessa de Warwick (1443–1449), filha de Henry
- Ana de Beauchamp (1426–1492), filha de Richard
  - Ricardo Neville, jure uxoris 16.º Conde de Warwick (1428–1471) ("Warwick the Kingmaker" - "Warwick o Fazedor de Reis")
- Eduardo Plantageneta, 17.º Conde de Warwick (1475–1499), neto de Richard (16.º conde)

### Condes de Warwick, Segunda Criação (1547)
- João Dudley, 1.º Duque de Northumberland, 1.º Conde de Warwick (1501–1553)
- João Dudley, 2.º Conde de Warwick (faleceu em 1554)
- Ambrósio Dudley, 3.º Conde de Warwick (c. 1529–1589)

### Condes de Warwick, Terceira Criação (1618)
- Roberto Rich, 1.º Conde de Warwick (faleceu em 1619)
- Roberto Rich, 2.º Conde de Warwick (1587–1658)
- Roberto Rich, 3.º Conde de Warwick (1611–1659)
- Carlos Rich, 4.º Conde de Warwick (1619–1673)
- Roberto Rich, 5.º Conde de Warwick, 2.º Conde de Holland (1620–1675)
- Eduardo Rich, 6.º Conde de Warwick, 3.º Conde de Holland (1673–1701)
- Eduardo Henry Rich, 7.º Conde de Warwick, 4.º Conde de Holland (1697–1721)
- Eduardo Rich, 8.º Conde de Warwick, 5.º Conde de Holland (1695–1759)

### Condes de Warwick, Quarta Criação (1759); tambémCondes de Brooke(1746)
- Francis Greville, 1.º Conde de Warwick, 1.º Conde Brooke (1759–1773)
- George Greville, 2.º Conde de Warwick, 2.º Conde Brooke (1746–1816)
- Henry Richard Greville, 3.º Conde de Warwick, 3.º Conde Brooke (1779–1853)
- George Guy Greville, 4.º Conde de Warwick, 4.º Conde Brooke (1818–1893)
- Francis Richard Charles Greville, 5.º Conde de Warwick, 5.º Conde Brooke (1853–1924)
- Leopold Guy Francis Maynard Greville, 6.º Conde de Warwick, 6.º Conde Brooke (1882–1928)
- Charles Guy Fulke Greville, 7.º Conde de Warwick, 7.º Conde Brooke (1911–1984)
- David Robin Francis Guy Greville, 8.º Conde de Warwick, 8.º Conde Brooke (1934–1996)
- Guy David Greville, 9.º Conde de Warwick, 8.º Conde Brooke (nasceu em 1957)

O herdeiro aparente é o filho do actual titular, Charles Fulke Chester Greville, Lorde Brooke (nasceu em 1982)